# Монблан дю Такюл
Монблан дю Такюл (на френски: Mont Blanc du Tacul) е връх в планинския масив Монблан в Алпите. Разположен е между върховете Егюи дю Миди и Монблан на територията на Франция, департамент От Савоа. Надморската му височина е 4248 m. Първото официално регистрирано изкачване на върха е на 5 август 1855 г.